# Systema naturae
Systema Naturae je najbolj znano delo švedskega zdravnika in naravoslovca Carla Linnéja, ki je prvič izšlo leta 1735 s polnim naslovom Systema naturae; sive regna tria naturae in classes et ordines, genera et species redacta, tabulisque aeneis illustrata. Accedunt vocabula gallica. Delo je nastalo v obdobju Linnéjevega bivanja na Nizozemskem, napisano je v latinščini, kot je bil standard za znanstveno literaturo v tistem času.
V njem je Linné podal hierarhično klasifikacijo naravnega sveta, pri čemer ga je razdelil na kraljestva živali (Regnum animale), rastlin (Regnum vegetabile) in mineralov (Regnum lapideum). Njegova klasifikacija živih bitij ni bila povsem naravna, saj v času nastanka še ni bilo enotnega mnenja o anatomskih in drugih značilnostih, ki so pomembne za združevanje v skupine. Tako je rastline razvrščal po spolnem sistemu, ki ga je sam razvil - številu prašnikov. Klasifikacija živali je bila bolj podobna današnji, med drugim je bil prvi, ki je človeka postavil ob bok drugim prvakom (v skupino Antropomorpha). Njegov hierarhični sistem razdelitve v kraljestva, razrede, redove, rodove, vrste in različice (varietete) je bil kasneje le dopolnjen z novimi rangi in v osnovi velja še danes.
Linné je bil kot ostali takratni naravoslovci prepričan, da razvršča božje stvarstvo. Urejeno hierarhijo naravnega sveta je poskušal pojasniti s hibridizacijo vrst, ustvarjenih med genezo, vendar do zaključka ni prišel. Koncept evolucije, ki zadovoljivo pojasnjuje hierarhijo, je šele v naslednjem stoletju razvil Charles Darwin. 

## Izdaje
Systema Naturae je doživel velik uspeh med znanstveniki in za časa svojega življenja je Linné objavil več novih izdaj, v katerih je razširjal prvotno delo. Naslov je v kasnejših izdajah spremenil v Systema naturae per regna tria naturae, secundum classes, ordines, genera, species, cum characteribus, differentiis, synonymis, locis (slovensko: Sistem narave skozi tri kraljestva narave, glede na razrede, redove, rodove in vrste z lastnostmi, razlikami, sinonimi ter lokalitetami). Obseg dela se je od enajstih strani v prvi izdaji (1735) razširil na več kot tri tisoč strani v zadnji, trinajsti (1770). Najpomembnejša je deseta izdaja iz leta 1758, v kateri je uvedel poenoteno dvočlensko poimenovanje živalskih vrst, ki je v uporabi še danes. Poimenovanje rastlinskih vrst je poenotil že prej, v delu Species Plantarum leta 1753.
- 1. izdaja (1735); 11 strani
- 2. izdaja (1740)
- 3. izdaja
- 4. izdaja
- 5. izdaja
- 6. izdaja (1748)
- 7. izdaja
- 8. izdaja
- 9. izdaja
- 10. izdaja (1758); poenotenje poimenovanja živali, popravljena klasifikacija kitov iz rib v sesalce
- 11. izdaja (1760)
- 12. izdaja (1766); 3 knjige
- 13. izdaja (1767)